# 의정서
의정서(議定書; protocol)는 원래 외교 교섭이나 국제 회의의 의사 또는 사실의 보고로서 관계국이 서명한 것이다. 국가 간의 권리·의무를 규정하는 것은 아니다. 흔히 기본 조약에 대해서 부속적, 또는 보충적인 것에 이 이름이 붙여진다.
법률과 시행령의 관계와 마찬가지로 협약을 구체적으로 이행하기 위한 내용을 담은 문서로 이미 존재하는 협약 내에 포함된다. 협약에 의해 지켜져야 할 세부적인 조항들을 첨가하여 일반적으로 의정서에 각국이 비준하고 발효시키는 과정을 거치면서 협약의 힘을 강화시켜 나간다.

## 같이 보기
- 조약

## 참고 자료
- 이 문서에는 다음커뮤니케이션(현 카카오)에서 GFDL 또는 CC-SA 라이선스로 배포한 글로벌 세계대백과사전의 내용을 기초로 작성된 글이 포함되어 있습니다.